# آلبرت پایون
آلبرت پایون (انگلیسی: Albert Pyun؛ زادهٔ ۱۹ مهٔ ۱۹۵۳ - درگذشتهٔ ۲۶ نوامبر ۲۰۲۲) کارگردان اهل ایالات متحده آمریکا بود. فیلم‌های سینمایی این فیلمساز از نوع فیلم درجه ب در ژانر فیلم‌های رزمی، اکشن، علمی–تخیلی و وسترن بود، که بیشتر این فیلم‌ها بصورت ویدئویی منتشر شد.
فیلم جاده‌ای به جهنم (۲۰۰۸) پایون برنده جایزه بهترین فیلم در جشنواره فیلم مستقل تب زرد در بلفاست در سال ۲۰۱۱ شد. بعداً در سال ۲۰۱۲، جشنواره فیلم پولی‌گریند را در لاس وگاس افتتاح کرد که در آن جایزه بهترین فیلم فانتزی، بهترین بازیگر مرد، بهترین بازیگر زن، بهترین بازیگر نقش مکمل زن، بهترین آهنگ، بهترین استفاده از آهنگ، بهترین استفاده از موسیقی، بهترین جلوه‌های بصری و بهترین فیلمنامه را دریافت کرد. در اواخر سال ۲۰۱۳، پیون اعلام کرد که مبتلا به ام‌اس است. در مارس ۲۰۱۴، سلامتی او به اندازه کافی بهبود یافته بود تا بتواند فیلم بازجویی از شریل کوپر را فیلمبرداری کند. تا اینکه در سال ۲۰۱۷، او به زوال عقل نیز مبتلا شد. با این حال، او تا اواخر سال ۲۰۱۸ به دنبال بودجه برای پروژه‌هاش بود، در نهایت پایون در ۲۶ نوامبر ۲۰۲۲ در لاس وگاس در سن ۶۹ سالگی درگذشت.

## آثار کارگردانی
- شمشیر و جادوگر (۱۹۸۲)
- رؤیاهای رادیواکتیو (۱۹۸۵)
- در نزدیکی خطر (۱۹۸۶)
- سقوط پیچیده (۱۹۸۷)
- بیگانه‌ای از لس آنجلس (۱۹۸۸)
- سایبورگ (۱۹۸۹)
- کاپیتان آمریکا (۱۹۸۹)
- کیک‌بوکسور ۲ (۱۹۹۱)
- خون‌رسانی (۱۹۹۱)
- مرد عروسکی (۱۹۹۱)
- کیک‌بوکسور ۳ (۱۹۹۲)
- نمسیس (۱۹۹۲)
- شوالیه‌ها (۱۹۹۳)
- هنگ کنگ '۹۷ (۱۹۹۴)
- کیک‌بوکسور ۴ (۱۹۹۴)
- هیتسکر (۱۹۹۵)
- نمسیس ۲: سحابی (۱۹۹۵)
- سرنوشت امگا (۱۹۹۶)
- نمسیس ۳: طعمه سرسخت (۱۹۹۶)
- نمسیس ۴: فرشته مرگ (۱۹۹۷)
- اسلحه‌های متوسط (۱۹۹۷)
- کالبدگشایی (۱۹۹۸)
- ششمین دیوانه (۱۹۹۸)
- خدمه خرابکار (۲۰۰۰)
- تیکر (۲۰۰۱)
- نفرین اژدها (۲۰۰۴)
- تنها در برابر مرگ (۲۰۰۷)
- جاده‌ای به جهنم (۲۰۰۸)
- قصه‌های باستانی امپراطوری (۲۰۱۰)
- رخ گلوله (۲۰۱۰)
- بازجویی از شریل کوپر (۲۰۱۴)
- جنگ داخلی بین ستاره‌ای (۲۰۱۷)